# St. Martin (Minnesota)
St. Martin és una població dels Estats Units a l'estat de Minnesota. Segons el cens del 2000 tenia 278 habitants.

## Demografia
Segons el cens del 2000, St. Martin tenia 278 habitants, 95 habitatges, i 74 famílies. La densitat de població era de 113 habitants per km².
Dels 95 habitatges en un 46,3% hi vivien nens de menys de 18 anys, en un 69,5% hi vivien parelles casades, en un 6,3% dones solteres, i en un 21,1% no eren unitats familiars. En el 17,9% dels habitatges hi vivien persones soles el 12,6% de les quals corresponia a persones de 65 anys o més que vivien soles. El nombre mitjà de persones vivint en cada habitatge era de 2,93 i el nombre mitjà de persones que vivien en cada família era de 3,32.
Per edats la població es repartia de la següent manera: un 32,7% tenia menys de 18 anys, un 11,9% entre 18 i 24, un 22,7% entre 25 i 44, un 14,4% de 45 a 60 i un 18,3% 65 anys o més.
L'edat mediana era de 32 anys. Per cada 100 dones de 18 o més anys hi havia 101,1 homes.
La renda mediana per habitatge era de 36.786 $ i la renda mediana per família de 41.667 $. Els homes tenien una renda mediana de 26.705 $ mentre que les dones 21.750 $. La renda per capita de la població era de 12.497 $. Entorn del 4,8% de les famílies i el 8,3% de la població estaven per davall del llindar de pobresa.

## Poblacions més properes
El següent diagrama mostra les poblacions més properes.